# Upplands runinskrifter 595
Upplands runinskrifter 595 är en medeltida runsten av gnejsgranit i Hargs skog, Hargs socken och Östhammars kommun. Ristningen föreställer en klockstapel och en man som ringer i klockan samt två män som håller en stor kittel över en eld. Runstenen är 2,45 meter hög och 0,5-0,7 meter bred. Runhöjden är 8-9 centimeter. Anledning till stenens berömmelse är i första hand runstenens bilder.

## Inskriften
Translitterering av runraden:
kuþlef · uk · sihuiþr : altulfs͡rf · s · a͡rfæi- · litu · hakua · sten · æftir : faþur : sin : ok : sihbo͡rh mo͡þo͡r : hans :
Normalisering till äldre fornsvenska:
Guðlæifʀ ok Sigviðr, Aldulfs ... arfa[ʀ], letu haggva stæin æftiʀ faður sinn ok Sigborg, moður hans.
Översättning till nusvenska:
Gudlev och Sigvid, Aldulvs arvingar, läto hugga stenen sfter sin fader och (efter) Sigborg, hans moder.